# Mississippi Burning
Mississippi Burning is een thriller/dramafilm uit 1988 onder regie van Alan Parker. Het verhaal werd gebaseerd op een gebeurtenis uit 1964 ten tijde van Martin Luther King, waarbij drie mensenrechtenactivisten J. E. Chaney, Mickey Schwerner en Andrew Goodman vermoord werden in Mississippi.
De film won de Academy- én BAFTA Award voor beste cinematografie (Peter Biziou) en BAFTA's voor beste montage en geluid. Ze werd genomineerd voor nog zes Oscars, twee BAFTA's en vier Golden Globes. Tot de vijftien filmprijzen die Mississippi Burning won, behoren onder meer de Zilveren Beer (voor Gene Hackman) en de Political Film Society Award.

## Verhaal
Na de verdwijning van drie mensenrechtenactivisten komen FBI-agenten Rupert Anderson (Gene Hackman) en Alan Ward (Willem Dafoe) naar Mississippi om de zaak te onderzoeken. De kijker weet op dat moment al dat de verdwenen mannen, van wie één gekleurd, vermoord zijn. De agenten treffen een gesloten gemeenschap aan waarin een tak van de Ku Klux Klan grote invloed uitoefent die rechtstreeks verband lijkt te houden met de verdwijningen. Noch de lokale autoriteiten, noch de bewoners zijn bereid tot veel medewerking en racisme is er bijna de normale gang van zaken om de waarde van mensen te bepalen.

## Rolverdeling
| Acteur              | Personage                |
| ------------------- | ------------------------ |
| Gene Hackman        | Agent Rupert Anderson    |
| Willem Dafoe        | Agent Alan Ward          |
| Frances McDormand   | Mrs. Pell                |
| Brad Dourif         | Hulpsheriff Clinton Pell |
| R. Lee Ermey        | burgemeester Tilman      |
| Gailard Sartain     | sheriff Ray Stuckey      |
| Stephen Tobolowsky  | Clayton Townley          |
| Michael Rooker      | Frank Bailey             |
| Pruitt Taylor Vince | Lester Cowans            |